# Big Society Capital
Big Society Capital (BSC; от англ. «капитал большого общества») — независимая британская группа компаний, фондов и траст под единым управлением, осуществляющая «оптовые» социальные инвестиции.

## Инвесторы
Big Society Capital образован 4 апреля 2012 года на средства, поступившие по решению правительства Великобритании от неактивных в течение 15 лет счетов британских вкладчиков в размере 400 млн фунтов стерлингов, а также на 200 млн фунтов стерлингов от четырёх крупнейших британский банков Barclays, HSBC, Lloyds Banking Group и RBS.
По «Проекту Мерлин» (англ. Project Merlin), независимые банки могут вложить в равных долях до 40 % в капитал BSC, однако при этом они всегда останутся миноритарным акционером с 20 % голосов.
Тем не менее, они имеют преимущественное право по возврату вложенного в случае ликвидации организации.

## Структура
Основу группы Big Society Capital составляют:
- The Big Society Trust — траст, ограниченный в своей деятельностью миссией группы по выполнением социальных задач в заданном формате.
- Big Society Capital Limited — управляющая компания группы.
- The Big Society Foundation — фонд, получающий благотворительные пожертвования и развивающий программу грантов для поддержки миссии группы BSC.

The Big Society Trust является мажоритарным (60 % капитала — 80 % голосов) собственником Big Society Capital Limited, что исключает изменения профиля деятельности организации.

## Деятельность
Big Society Capital не занимается прямыми социальными инвестициями непосредственно в благотворительные организации или социальные предприятия, однако поддерживает так называемых финансовых посредников, осуществляющих (организующих) конечные социальные инвестиции.
В целях устойчивости и планового развития Big Society Capital не выдаёт гранты в рамках своей основной деятельности, осуществляя финансирование лишь на возвратной основе, преимущественно с разумной доходностью.
Таким образом уже на момент создания фонд декларировал, что основными получателями его средств станут социальные предприятия, так как благотворительные организации не смогут доказать высокой вероятности возврата вложенных средств.
Среди инструментов, применяемых BSC:
- Докапитализация компаний (например, BSC владеет 38,72 % Charity Bank[8]).
- Предоставление рискового и оборотного капитала.
- Участие в выпуске социальных облигаций.
- Инвестиции в инфраструктурные проекты, участие в андеррайтинге проектов социальных инвестиций.
- Консультационная поддержка.

BSC инвестирует в один проект сумму от 500 тыс. до 15 млн фунтов стерлингов.
Big Society Capital инвестистирует средства преимущественно в организации, которые решают социальные проблемы в Великобритании.
Big Society Capital является членом Global Impact Investing Network.

## Показатели деятельности
На конец 2013 года Big Society Capital инвестировал в широкий спектр обязательств 149 млн фунтов стерлингов, среди которых решение социальных проблем безработицы среди молодёжи и предотвращение изоляции пожилых людей.